# Torneo de Marsella 2022
El Open 13 Provence 2022 fue un evento de tenis de la ATP Tour 250 serie. Se disputó en Marsella, Francia en el Palais des Sports de Marseille desde el 14 hasta el 20 de febrero de 2022.

## Distribución de puntos
| Modalidad            | Campeón | Finalista | Semifinales | Cuartos de final | 2ª ronda | 1ª ronda | Clasificados | 2ª ronda de clasificación | 1ª ronda de clasificación |
| Individual masculino | 250     | 165       | 100         | 50               | 25       | 0        | 13           | 7                         | 0                         |
| Dobles masculino     | 250     | 150       | 90          | 45               | 20       | 0        | -            | -                         | -                         |

## Cabezas de serie

### Individuales masculino
| Tenista               | Ranking | Preclasificado |
| Stefanos Tsitsipas    | 4       | 1              |
| Andrey Rublev         | 7       | 2              |
| Félix Auger-Aliassime | 9       | 3              |
| Aslán Karatsev        | 14      | 4              |
| Ilya Ivashka          | 48      | 5              |
| Tallon Griekspoor     | 62      | 6              |
| Alexei Popyrin        | 66      | 7              |
| Gianluca Mager        | 67      | 8              |
| Benjamin Bonzi        | 68      | 9              |

- Ranking del 7 de febrero de 2022.[2]

### Dobles masculino
| Tenista                             | Ranking | Preclasificado |
| Pierre-Hugues Herbert Nicolas Mahut | 13      | 1              |
| Raven Klaasen Ben McLachlan         | 66      | 2              |
| Matwé Middelkoop Andreas Mies       | 69      | 3              |
| Jonny O'Mara David Vega Hernández   | 160     | 4              |

## Campeones

### Individual masculino
Andrey Rublev venció a  Félix Auger-Aliassime por 7-5, 7-6(7-4)

### Dobles masculino
Denys Molchanov /  Andrey Rublev vencieron a  Raven Klaasen /  Ben McLachlan por 4-6, 7-5, [10-7]